# Mount Valinski
Mount Valinski ist ein 1640 m hoher Berg in der antarktischen Ross Dependency. Im Königin-Maud-Gebirge ragt er unmittelbar südlich des Millington-Gletschers und 6 km westlich des Ramsey-Gletschers auf.
Das Advisory Committee on Antarctic Names benannte ihn 1962 nach Joseph Edward Valinsky [sic!] (1927–1997), Bordfunker beim Flug am 8. Februar 1947 während der Operation Highjump (1946–1947), bei dem Luftaufnahmen dieses Bergs entstanden.